# Здание окружного совета Уаитаки
Здание окружного совета Уаитаки (англ. Waitaki District Council building) ― историческое здание в новозеландском городе Оамару, изначально выполнявшее функции почтового отделения. Расположено на пересечении Темз-стрит и Мик-стрит.

## История
Первое здание почтового отделения Оамару было построено в 1864 году по проекту Уильяма Мейсона и Уильяма Клейтона. Вскоре, в результате стремительного развития города и прибытия туда новых поселенцев, оно перестало справляться со значительным потоком клиентов. Вследствие этого правительство выделило сумму в 4 тысячи новозеландских фунтов на возведение нового здания почты; к строительным работам удалось приступить в первой половине 1883 года. В газете «North Otago Times» проект нового здания, разработанный архитектором Томасом Форрестером, описывался следующим образом:
Оно спроектировано на итальянский манер, в массивном и великолепном стиле; в оформлении фасада не будет излишеств наподобие замысловатых орнаментов. <…> Фундамент будет выполнен из базальта; всё остальное, конечно же, ― из камня Оамару. Экстерьер здания ― в том виде, в каком оно представлено на чертежах и планах ― будет определённо превосходным; его высота до верхушки парапета составит 45 футов, и из вышеприведённого описания становится понятно, что предоставленные людям помещения станут решительным улучшением существующего положения вещей.
Здание было открыто в 1884 году; десять лет спустя была надстроена часовая башня, однако Департамент почты и телеграфа Новой Зеландии отказался устанавливать на неё часы и настоял на том, чтобы их изготовление было профинансировано непосредственно округом Оамару. Инициативу по решению этого вопроса взял на себя Джон Маклин, состоятельный фермер и бизнесмен, проживший в Оамару несколько десятилетий вплоть до своей смерти в 1902 году, ― он завещал потратить часть своих средств на установку и содержание часового механизма. 17 сентября 1903 года племянник Маклина, Джон Бакли, провёл торжественную церемонию запуска часов.
В середине 1940-х годов во многих городах Новой Зеландии принимались меры по демонтажу башенных часов, представлявших серьёзную опасность в случае землетрясения; однако, несмотря на это, «почтовые» часы в Оамару было решено оставить в сохранности. 28 июня 1990 года здание было внесено в Фонд исторических мест Новой Зеландии под регистрационным номером 2294. В 1994 году оно было передано в распоряжение окружного совета Уаитаки.